# Astenia
La astenia (del griego α [a] —alfa privativo—: "carecer", y σθένος [sthénos]: "fuerza", "poder") es un síntoma que hace que quienes lo padecen no puedan salir a caminar, correr o algún otro método que requiera de mucho esfuerzo.
La «astenia prolongada» puede derivar al diagnóstico del síndrome de fatiga crónica.

## Etiología

### Causa funcional
Por lo general aparece al amanecer, es decir, predomina por la mañana y resulta variable al transcurrir el tiempo. No mejora o incluso se agrava con el reposo y suele estar asociado a un trastorno del sueño. Cuando es por causas reactivas es porque aparece después de un exceso de actividad física o mental. Cuando es por causas psiquiátricas es por asociación al síndrome depresivo.

### Causa orgánica
Se caracteriza por ser máxima por la tarde, en horas del atardecer, es fija y sin variaciones o fluctuaciones. Se agrava con la actividad y mejora después del sueño. La presunta causa es orgánica por:
- Infecciones o acción de toxinas
- Hematológica, como en casos de anemia
- Endocrina, por hipotiroidismo
- Musculares por miopatías, miastenia gravis, déficit de potasio o en la glucólisis
- Digestiva, en la enfermedad celíaca, hepatopatía crónica o malabsorción
- La astenia puede ser un síntoma de un síndrome de activación mastocitaria (MCAS).[4]
- Neurológica
- Iatrogénica, por acción de ciertos fármacos
- Embarazo por alteración hormonal
- Intoxicación por cadmio

## Cuadro clínico
La astenia se caracteriza por fatiga como sensación de falta de energía y motivación, de agotamiento o cansancio. La astenia puede afectar las funciones intelectuales: pérdida de la memoria, menor atención, concentración y vigilancia. Con frecuencia se evidencian otros trastornos psicológicos, incluyendo una percepción alterada del mundo externo, trastornos de la personalidad y ansiedad.
La astenia también afecta las funciones sexuales, produciendo una disminución del deseo sexual y una disfunción eréctil. Los trastornos físicos más comunes son la pérdida del apetito, fatiga muscular y trastornos del sueño.
La astenia no es sinónimo de somnolencia. Somnolencia y apatía (entendida como indiferencia) pueden ser síntomas de la fatiga normal tras el esfuerzo físico o la falta de sueño. Si no se alivia durmiendo bien, y con poco estrés, debe ser valorada médicamente.
Otras causas frecuentes de astenia son las causas cardíacas y oncológicas por su gravedad, la ingesta de drogas y alcohol, la depresión y el embarazo en adolescentes, el síndrome de apnea obstructiva del sueño y el maltrato tanto a nivel escolar como familiar.

## Diagnóstico diferencial
Es necesario diferenciar la astenia de la fatiga: los síntomas no mejoran con el descanso.
Tampoco se debe confundir con la fatiga crónica.
Si los síntomas se presentan durante más de 6 meses, y no se deben a un estado de depresión es posible estar ante el síndrome de fatiga crónica.
Un caso particular de astenia es la astenia primaveral, trastorno de origen incierto que se presenta con la llegada de esta estación.
La astenia puede aparecer en múltiples infecciones y enfermedades, tanto orgánicas como funcionales. Por ejemplo:
- Acromegalia
- Amigdalitis bacteriana
- Anemia
- Cáncer
- Covid-19[8]
- Endocarditis infecciosa
- Enfermedad de Addison
- Enfermedad de Wernicke.
- Esclerosis lateral amiotrófica
- Esclerosis múltiple
- Distimia
- Fibromialgia
- Fiebre tifoidea
- Lupus
- Galactosemia
- Hipoparatiroidismo en fase crónica
- Insuficiencia cardíaca izquierda inicial
- Mononucleosis
- Sida
- Tuberculosis
- Viruela del mono